# Marijan Velik
Marijan Velik (* 9. Februar 1961) ist ein ehemaliger österreichischer Fußballspieler und nunmehriger -trainer.

## Karriere

### Als Spieler
Velik spielte bis 1990 beim SAK Klagenfurt. Zur Saison 1990/91 wechselte er zum SK Treibach. Zur Saison 1992/93 schloss er sich dem Eberndorfer AC an. Zwischen 1993 und 1995 spielte er für den FC Poggersdorf. Zur Saison 1995/96 kehrte er zum inzwischen zweitklassigen SAK zurück. Sein Debüt in der zweiten Liga gab er im August 1995, als er am ersten Spieltag jener Saison gegen den Favoritner AC in der Startelf stand.
Nach sieben Zweitligaeinsätzen wechselte Velik im Jänner 1996 zur WSG Wietersdorf. Zur Saison 1997/98 kehrte er wieder zu Treibach zurück. Im Sommer 1998 wechselte er ein zweites Mal nach Eberndorf. Zwischen Jänner 2002 und 2003 spielte er für den FC Bad Eisenkappel, in der Spielzeit 2003/04 für den SV Eberstein. Zur Saison 2004/05 wechselte er zur WSG Brückl. Nach einem halben Jahr bei Brückl wechselte er im Jänner 2005 zu ASKÖ Mittlern, wo er später auch seine Karriere beendete.

### Als Trainer
Velik wurde im Jänner 2007 Co-Trainer beim Regionalligisten SAK Klagenfurt. Im Dezember 2009 wurde er Cheftrainer des SK Kühnsdorf, den er bis 2012 trainierte. 2016 führte er das Team der Kärntner Slowenen zur Europeada. Bei dieser erreichte das Team von Velik das Halbfinale.

## Persönliches
Velik ist heute Leiter der slowenischen Redaktion des ORF Kärnten.